# Cháy rừng California năm 2025
Cháy rừng California năm 2025 là một chuỗi cháy rừng đang diễn ra tại California, Mỹ. Các vụ hỏa hoạn ở khu vực Los Angeles đã gây ra thương vong, phá hủy nhà cửa và gây mất điện.

## Tóm tắt
Cháy rừng năm 2025 diễn ra vào đầu tháng 1 khi hiện tượng gió Santa Ana cực mạnh quét qua khu vực Miền Nam California, gây ra nhiều vụ cháy rừng lớn, tàn phá Quận Los Angeles.

## Danh sách vụ cháy rừng
Dưới đây là danh sách đám cháy với hơn 1.000 mẫu Anh (400 ha), gây ra thiệt hại đáng kể về hạ tầng hoặc gây ra thương vong.
| Tên       | Quận        | Mẫu Anh | Ngày bắt đầu | Ngày ngăn chặn | Ghi chú | Ct.               |
| --------- | ----------- | ------- | ------------ | -------------- | --- | ----------------- |
| Palisades | Los Angeles | 23.713  | 7 tháng 1    | 14% đám cháy   | Bắt buộc phải sơ tán; tàn phá nhà ở Pacific Palisades, phía Bắc Santa Monica. Liên quan đến hiện tượng gió Santa Ana cực mạnh.             | [ 4 ] [ 5 ] [ 6 ] |
| Eaton     | Los Angeles | 14.117  | 7 tháng 1    | 33% đám cháy   | Bắt buộc phải sơ tán; tàn phá Altadena và Pasadena. Năm trường hợp tử vong được xác nhận. Liên quan đến hiện tượng gió Santa Ana cực mạnh. | [ 7 ] [ 8 ]       |
| Hurst     | Los Angeles | 799     | 7 tháng 1    | 97% đám cháy   | Bắt buộc phải sơ tán. Liên quan đến hiện tượng gió Santa Ana cực mạnh.                                                                     | [ 9 ]             |
| Lidia     | Los Angeles | 395     | 8 tháng 1    | 11 tháng 1     | Bắt buộc phải sơ tán. Liên quan đến hiện tượng gió Santa Ana cực mạnh.                                                                     | [ 10 ]            |
| Sunset    | Los Angeles | 43      | 8 tháng 1    | 9 tháng 1      | Bắt buộc phải sơ tán. Liên quan đến hiện tượng gió Santa Ana cực mạnh.                                                                     | [ 11 ]            |
| Kenneth   | Los Angeles | 1.052   | 9 tháng 1    | 9 tháng 1      | Bắt buộc phải sơ tán. Liên quan đến hiện tượng gió Santa Ana cực mạnh.                                                                     | [ 12 ]            |